# Georg-Kerschensteiner-Schule
Die Georg-Kerschensteiner-Schule (GKS) in Bad Homburg v. d. H. war eine Berufsschule im Hochtaunuskreis, benannt nach dem Berufspädagogen Georg Kerschensteiner. Sie bot mehrere Vollzeit- und Teilzeitschulformen in verschiedenen beruflichen Schwerpunkten an. In Folge der Neuordnung der beruflichen Schwerpunkte der berufsbildenden Schulen im Hochtaunuskreis, wurden die kaufmännischen Vollzeit- und Teilzeitschulformen der Feldbergschule in Oberursel zugeordnet. Die gewerblich-technischen Schulformen der Feldbergschule und der Georg-Kerschensteiner-Schule wurden in der neu gegründeten Hochtaunusschule in Oberursel zusammengeführt. Die Georg-Kerschensteiner-Schule wurde im Jahr 2003 geschlossen und das Schulgebäude 2017 abgerissen.

## Geschichte
Im Oktober 1831 beauftragte Ludwig Landgraf von Hessen-Homburg (1770–1839) den Leiter der Allgemeinen Bürgerschule Oberlehrer Zipperlein, ein Gutachten über eine sofort einzurichtende Sonntagsschule für die aus der Schule entlassenen Jungen zwischen 16 und 20 Jahren zu erstellen. Am 1. Juli 1832 erfolgte dann die Gründung und Eröffnung der berufsbegleitenden Sonntagsschule mit 50 Jungen.
Im Oktober 1863 fand der Unterricht im Lokal der Kleinkinderbewahranstalt allabendlich und am Sonntagmorgen für zunächst 55 und später 94 Schüler statt. Die Lehrer wurden dabei durch den Architekten Louis Jacobi sowie Philipp Reis (Chemie und Zins), den Bildhauer Jacob May (Modellieren) und den Dekorationsmaler Lepper (Ornamentzeichnen) unterstützt.

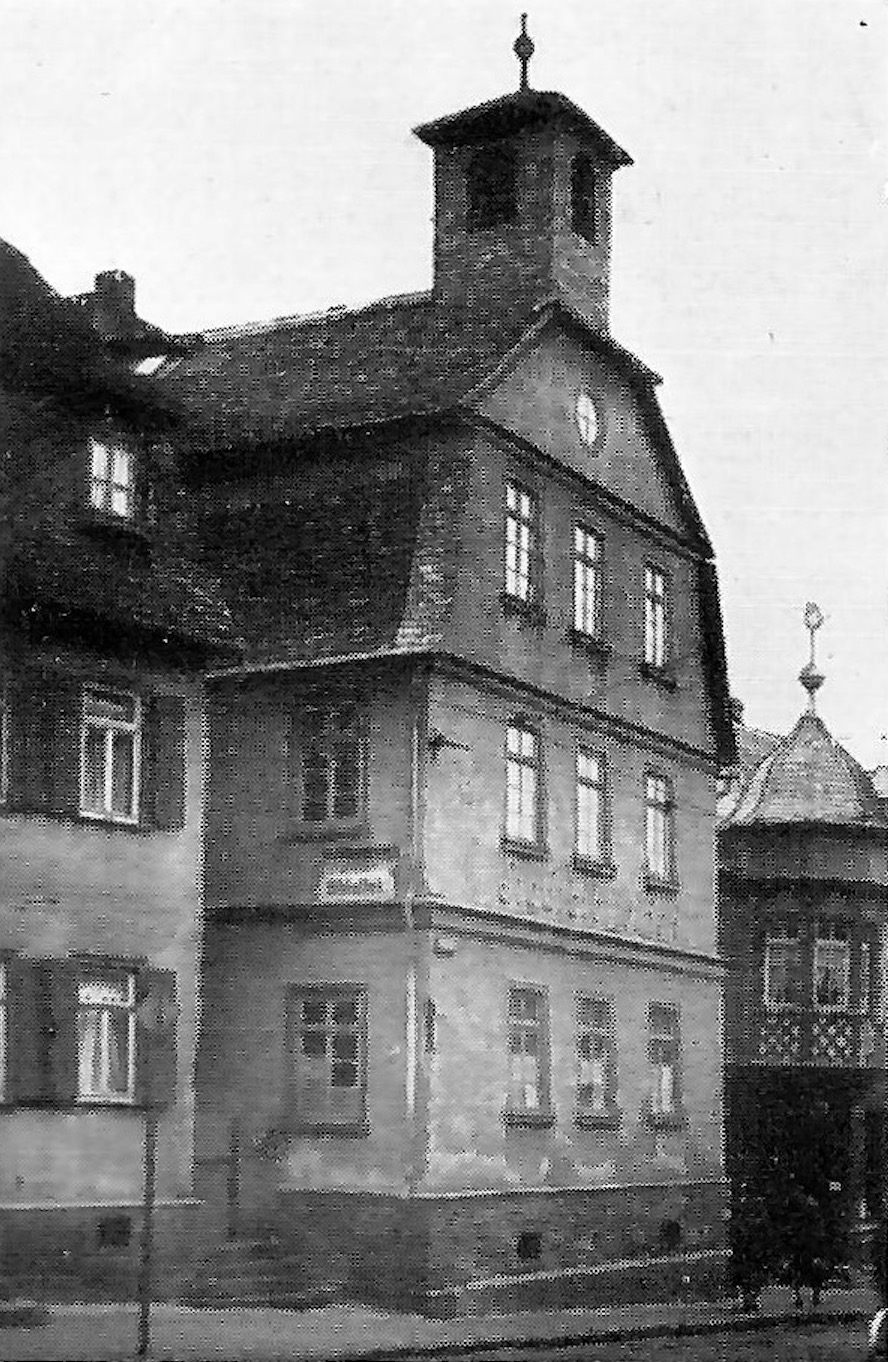
Schulgebäude Stadthaus Schulberg

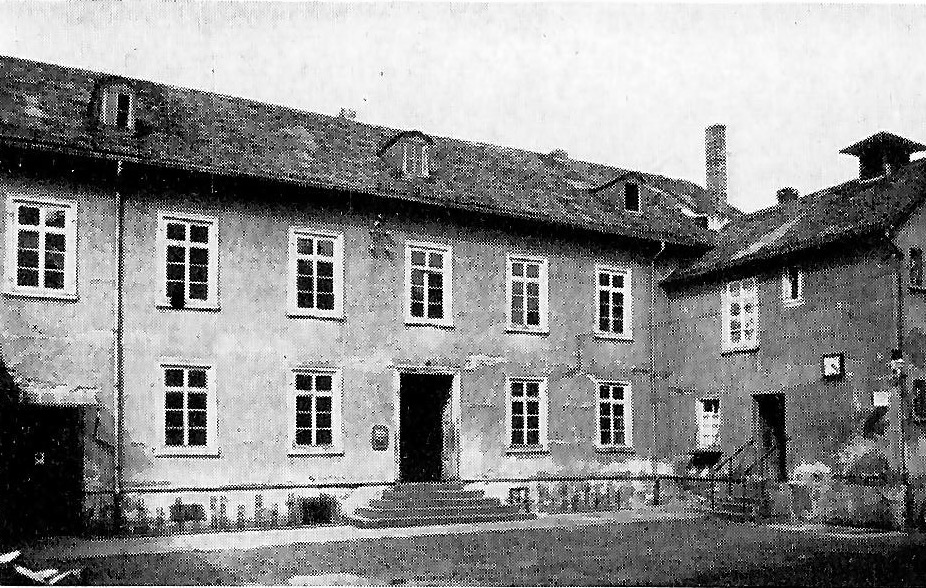
Schulgebäude Elisabethenstraße 16, Bad Homburg v.d.Höhe

Am 15. April 1883 kam es zur Gründung der gewerblichen Fortbildungsschule durch den Bad Homburger Gewerbeverein. Der Unterricht fand zunächst in den Räumen eines Schreinermeisters in der Dorotheenstraße mit 50 Schülern statt und wurde um zwei Sonntags-Zeichenklassen und zwei Abendklassen erweitert. Nachdem 1886 das alte Stadthaus für die gewerbliche Fortbildungsschule umgebaut worden war, wurde eine Handelsklasse eröffnet. Hinzu kamen ab 1897 Kurse für Mädchen, unter anderem auch in Englisch.
Der Vorstand des Gewerbevereins beschloss im Mai 1920, die Verwaltung der Fortbildungsschule an die Stadt Bad Homburg abzugeben. 1922 ging die Schulträgerschaft zur Stadt Bad Homburg über. Das Schulgebäude in der Elisabethenstraße 16 wurde bezogen. Von 1922 bis 1938 war die Schülerzahl von 385 auf 793 angestiegen. In Folge der zunehmenden Spezialisierung der Berufe entstanden Fachklassen und es kam zur Einstellung hauptamtlicher Lehrkräfte. 1939 wurde die „Einjährige Handelsschule“ und die „Hauswirtschaftliche Abteilung“ eingerichtet.
Nach dem Zweiten Weltkrieg wurde der Schulbetrieb der Städtischen Berufs- und Berufsfachschule im Dezember 1945 in den Räumen des alten Schulgebäudes in der Elisabethenstraße 16 wieder aufgenommen. Wegen des Anstiegs der Schülerzahlen und des damit einhergehenden Raummangels wurden weitere Räume bei der Kreishandwerkerschaft und der katholischen Kirchengemeinde angemietet.  1952 legte die Schule beim Schulträger der Stadt Bad Homburg vor der Höhe ein Raumprogramm für einen Schulneubau vor, wofür 1953 die Genehmigung erteilt wurde. Mit der Planung wurden im Jahr 1954 die Architekten Ottokar Hiller aus Frankfurt am Main und Georg Schaupp aus Bad Homburg beauftragt. Die Bauarbeiten begannen im Sommer 1955 in der Urseler Straße zwischen dem Kreiskrankenhaus und der Webersiedlung. Nach Fertigstellung des Neubaus in der Urseler Straße im Jahr 1957 zogen dort die gewerblichen, hauswirtschaftlichen und landwirtschaftlichen Abteilungen ein. Die kaufmännische Abteilung verblieb in der Elisabethenstraße.
1966 erfolgte die Umbenennung der Schule in Georg-Kerschensteiner-Schule. Eine zweijährige Berufsfachschule Metall- und Elektrotechnik mit Fachklassen für Radio- und Fernsehtechnik wurde eingerichtet. 1968 wurde die Technikerschule (zunächst 2-semestrig, ab 1972 zweijährig) mit dem Schwerpunkt Elektro- und Nachrichtentechnik in Vollzeitform gegründet und ein Jahr später eine Fachoberschule für technische Berufe eingerichtet. Ab 1970 ging die Schule in die Trägerschaft des Obertaunuskreises und 1972 des Hochtaunuskreises über.
Ab dem Schuljahr 1972/73 wurden die ersten Schüler im neu eröffneten Technischen Gymnasium im Schwerpunkt Elektrotechnik und Maschinenbau aufgenommen. Dieser als Schulversuch eingerichtete Bildungsgang umfasste die Jahrgangsstufen 11 bis 13 und schloss zu Beginn mit der fachgebundenen, später mit der allgemeinen Hochschulreife (Abitur) ab. Im selben Jahr erfolgte eine Reorganisation der Berufsschulstandorte im Obertaunuskreis; Maschinenbauberufe wurden an der Berufsschule in Oberursel beschult. Im Jahr 1975 wurde der Erweiterungsbau (D-Bau) eingeweiht.
In Folge der Umstellung der gymnasialen Oberstufe auf die Kursstruktur der Sekundarstufe II mit Grund- und Leistungskursen, wurden die Technischen Gymnasien ebenfalls auf diese neue Struktur umgestellt. Der Fächerkanon entsprach weitgehend dem allgemeinbildenden Gymnasium, verpflichtender Leistungskurs war Technikwissenschaft.
Zusammen mit dem benachbarten allgemeinbildenden Gymnasium (Humboldtschule) wurde 1977 ein Modellversuch zur Teilqualifikation der Schüler der gymnasialen Oberstufe im Beruf Bankkaufmann eingerichtet. Ab dem Schuljahr 1979 konnten Schüler am Beruflichen Gymnasium an einem Modellversuch „Doppelqualifikation und allgemeine Hochschulreife“ und Ausbildung zum staatlich geprüften Mathematisch-Technischen Assistenten teilnehmen. Zwischen 1981 und 1985 wurden weitere neue Schulformen in Vollzeitform eröffnet: 1981 Berufsgrundbildungsjahr im Bereich Wirtschaft und Verwaltung und 1985 Berufsvorbereitungsjahr. Im Jahr 1982 wurden an der Schule insgesamt 1864 Schüler unterrichtet, davon 1297 in Berufsschulklassen und 567 in Vollzeitschulformen. Die ersten Absolventen des zweijährigen vollschulischen Bildungsgangs zum Informationstechnischer Assistenten verließen die Schule.
1986 wurden die ersten Auszubildenden des neuen Ausbildungsberufs Datenverarbeitungskaufmann aufgenommen. Mit Beginn des Schuljahres 1997/98 wurde das Ausbildungsangebot in den Ausbildungsberufen IT-Systemkaufmann, Informatikkaufmann, Fachinformatiker erweitert.
1990 beschloss der Kreistag mit dem Konzept „Berufsschule 2000“ die Umstrukturierung der beruflichen Schulen in Bad Homburg vor der Höhe und Oberursel. Demnach sollte die Georg-Kerschensteiner-Schule ein rein gewerbliches und die Feldbergschule ein rein kaufmännisches Profil erhalten. Nach dem Umzug der Georg-Kerschensteiner-Schule nach Oberursel, (heute Hochtaunusschule) im Jahr 2003 wurde diese Neuausrichtung umgesetzt. Die Räumlichkeiten der Georg-Kerschensteiner-Schule wurden ab 2003 von der benachbarten Humboldtschule genutzt. 2017 kam es zum Abriss des Schulgebäudes nach dem Auszug der Dependance der Feldbergschule Oberursel (Taunus). Auf dem freigewordenen Gelände wurden eine neue Sporthalle für die Humboldtschule und Wohnungen erbaut.

## Schulleiter
- 1913–1922: Adolf Kammerhoff
- 1922–1940: Ingenieur A. Lotz
- 1940–1945: H. Ochs
- 1946–1949: Bernhard Beling (kommissarische Leitung)[9]
- 1949–1964: Jakob Meyer
- 1964–1985: Hasso Bertram
- 1986–1993: Hans-Jörg Gudenau[10]

- 1995–2003: Dieter Häußer[11]